# Ivo Brzica
Ivo Brzica (Split, 13. kolovoza 1980.) je vaterpolski vratar zagrebačke Mladosti (prije splitskog Mornara) i Hrvatske vaterpolske reprezentacije.
Za reprezentaciju je debitirao 2007. godine i do sada je zabilježio 15 nastupa. Pričuvni je vratar reprezentacije na EP u Malagi 2008.